# Fuego (canción de Ximena Sariñana)
«Fuego» es una canción interpretada por la cantante mexicana Ximena Sariñana, perteneciente a su cuarto álbum de estudio ¿Dónde bailarán las niñas?. Es el primer y único sencillo promiconal que lanzó de dicho álbum.

## Lanzamiento
La canción fue lanzada a la venta en tiendas digitales el 14 de diciembre de 2018 (Apple Music, Spotify, entre otras). Dos días después se lanzó en YouTube el lyric video de la canción.

## Lista de canciones
- Descarga digital[4]

1. "Fuego" – 4:23